# Нортфолк (Західна Вірджинія)
Нортфолк (англ. Northfork) — місто (англ. town) в США, в окрузі Мак-Дауелл штату Західна Вірджинія. Населення — 231 особа (2020).

## Географія
Нортфолк розташований за координатами 37°25′10″ пн. ш. 81°25′39″ зх. д. / 37.41944° пн. ш. 81.42750° зх. д. (37.419576, -81.427422).  За даними Бюро перепису населення США в 2010 році місто мало площу 2,50 км², уся площа — суходіл.

## Демографія
Згідно з переписом 2010 року, у місті мешкало 429 осіб у 173 домогосподарствах у складі 108 родин. Густота населення становила 172 особи/км².  Було 242 помешкання (97/км²).
Расовий склад населення:
| - 57,1 % — чорних або афроамериканців - 42,2 % — білих - 0,2 % — корінних американців |

До двох чи більше рас належало 0,5 %. Частка іспаномовних становила 0,2 % від усіх жителів.
За віковим діапазоном населення розподілялося таким чином: 23,1 % — особи молодші 18 років, 59,2 % — особи у віці 18—64 років, 17,7 % — особи у віці 65 років та старші. Медіана віку мешканця становила 46,3 року. На 100 осіб жіночої статі у місті припадало 90,7 чоловіків;  на 100 жінок у віці від 18 років та старших — 80,3 чоловіків також старших 18 років.
Середній дохід на одне домашнє господарство  становив 37 167 доларів США (медіана — 31 786), а середній дохід на одну сім'ю — 50 262 долари (медіана — 43 750). Медіана доходів становила 41 250 доларів для чоловіків та 24 167 доларів для жінок. За межею бідності перебувало 34,7 % осіб, у тому числі 55,4 % дітей у віці до 18 років та 11,3 % осіб у віці 65 років та старших.
Цивільне працевлаштоване населення становило 65 осіб. Основні галузі зайнятості: освіта, охорона здоров'я та соціальна допомога — 32,3 %, роздрібна торгівля — 20,0 %, публічна адміністрація — 16,9 %, фінанси, страхування та нерухомість — 13,8 %.